# Héctor Pinto
Héctor Hernán Pinto Lara (Buín, Región Metropolitana, Chile, 12 de junio de 1951) es un exfutbolista y entrenador de fútbol chileno. Jugaba de centrocampista y delantero.

## Trayectoria
Se inició en su ciudad natal en el club Comercio, para jugar un año en la Filial de Colo Colo.  
En 1967 ingresó en las cadetes de Universidad de Chile, equipo en el que debutó en 1970 y en el cual jugó hasta fines del año 1976, cuando ganó la Liguilla Pre-Libertadores.
Entre 1977 y 1978 jugó en Colo-Colo, equipo en el que no consiguió títulos. Luego, continuó su carrera en Unión Española hasta su retiro de la actividad futbolística en 1985.

### Trayectoria como entrenador
Posterior a su retiro como jugador profesional, Héctor Pinto inició su carrera como entrenador dirigiendo en Unión Española, su club del retiro. Después de dos años, dejó la banca hispana y pasó a dirigir por largos años en las series menores de Universidad de Chile.
En el año 2000, dirigió a la Selección de fútbol sub-23 de Chile en el Torneo Preolímpico de Londrina en el que el conjunto nacional logró agónicamente la clasificación a los Juegos Olímpicos de Sídney 2000. Al año siguiente, dirigió a la selección Sub-20 de Chile en la Copa Mundial Juvenil de Argentina, en donde, en una actuación tristemente recordada, no logró superar la primera fase, tras caer ante Ucrania y Estados Unidos y superar a China.
El 15 de diciembre de 2003 asumió la banca de Universidad de Chile y en 2004 logró el título del Torneo Apertura tras derrotar en la final a Cobreloa en definición a penales, en la ciudad de Calama. En 2005, dirigiendo a Universidad de Chile, el equipo cayó derrotado en la final del Torneo Clausura ante Universidad Católica, luego de lo cual, finalizó su vínculo como director técnico de los azules.
Después de entrenar a Unión Española en 2007, Pinto partió a México para dirigir a las divisiones inferiores del club Cruz Azul.
Desde el 30 de mayo de 2014 hasta finales de agosto del mismo año entrenó a Deportes Iquique.

## Selección nacional
Ha sido internacional con la selección de fútbol de Chile. Jugó diez partidos y participó en las clasificatorias para la Copa Mundial de Argentina en 1978.

## Estadísticas

### Clubes

#### Como jugador
| Club                         | Div.          | Temporada     | Liga  | Liga  | Copas nacionales | Copas nacionales | Total | Total | Media goleadora |
| Club                         | Div.          | Temporada     | Part. | Goles | Part.            | Goles            | Part. | Goles | Media goleadora |
| ---------------------------- | ------------- | ------------- | ----- | ----- | ---------------- | ---------------- | ----- | ----- | --------------- |
| Universidad de Chile · Chile | 1ª            | 1970          | 6     | 0     | —                | —                | 6     | 0     | 0.00            |
| Universidad de Chile · Chile | 1ª            | 1971          | 4     | 0     | —                | —                | 4     | 0     | 0.00            |
| Universidad de Chile · Chile | 1ª            | 1972          | 22    | 3     | —                | —                | 22    | 3     | 0.14            |
| Universidad de Chile · Chile | 1ª            | 1973          | 27    | 1     | —                | —                | 27    | 1     | 0.04            |
| Universidad de Chile · Chile | 1ª            | 1974          | 20    | 10    | 24               | 16               | 44    | 26    | 0.59            |
| Universidad de Chile · Chile | 1ª            | 1975          | 26    | 4     | 5                | 4                | 31    | 8     | 0.25            |
| Universidad de Chile · Chile | 1ª            | 1976          | 29    | 15    | —                | —                | 29    | 15    | 0.52            |
| Universidad de Chile · Chile | Total club    | Total club    | 134   | 33    | 29               | 20               | 163   | 53    | 0.33            |
| Colo-Colo(3) · Chile         | 1ª            | 1977          | 27    | 8     | 4                | 2                | 31    | 10    | 0.32            |
| Colo-Colo(3) · Chile         | 1ª            | 1978          | 25    | 6     | —                | —                | 25    | 6     | 0.24            |
| Colo-Colo(3) · Chile         | Total club    | Total club    | 52    | 14    | 4                | 2                | 56    | 16    | 0.29            |
| Unión Española · Chile       | 1ª            | 1979          | 34    | 10    | —                | —                | 34    | 10    | 0.29            |
| Unión Española · Chile       | 1ª            | 1980          | 29    | 14    | —                | —                | 29    | 14    | 0.48            |
| Unión Española · Chile       | 1ª            | 1981          | 29    | 8     | —                | —                | 29    | 8     | 0.28            |
| Unión Española · Chile       | 1ª            | 1982          | 20    | 2     | —                | —                | 20    | 2     | 0.10            |
| Unión Española · Chile       | 1ª            | 1983          | 29    | 4     | —                | —                | 29    | 4     | 0.14            |
| Unión Española · Chile       | 1ª            | 1984          | 21    | 2     | —                | —                | 21    | 2     | 0.10            |
| Unión Española · Chile       | 1ª            | 1985          | 12    | 1     | —                | —                | 12    | 1     | 0.08            |
| Unión Española · Chile       | Total club    | Total club    | 174   | 41    | 0                | 0                | 174   | 41    | 0.24            |
| Total carrera                | Total carrera | Total carrera | 360   | 88    | 33               | 22               | 393   | 110   | 0.28            |
| 1. 2.                        |               |               |       |       |                  |                  |       |       |                 |

#### Como entrenador
| Club                      | País  | Año       |
| ------------------------- | ----- | --------- |
| Unión Española            | Chile | 1986-1987 |
| Universidad Católica      | Chile | 1996      |
| Selección sub-23 de Chile | Chile | 2000      |
| Selección sub-20 de Chile | Chile | 2001      |
| Universidad de Chile      | Chile | 2004-2005 |
| Unión Española            | Chile | 2007      |
| Deportes Iquique          | Chile | 2014      |

## Palmarés

### Como entrenador

#### Campeonatos nacionales
| Título                    | Club                 | País  | Año    |
| ------------------------- | -------------------- | ----- | ------ |
| Primera División de Chile | Universidad de Chile | Chile | 2004-A |

| Predecesor: Víctor Hugo Castañeda | Director Técnico de Universidad de Chile 2004-2005 | Sucesor: Gustavo Huerta |